# U.M.A レイク・プラシッド3
『U.M.A レイク・プラシッド3』（原題：Lake Placid 3）は、2010年のアメリカのテレビ映画。

## ストーリー
休暇でブラック湖にやってきたビッカーマン一家。一家の一人息子コナーは両親が共働きという孤独を紛らわすため、湖に生息するワニたちに餌付けをするようになる。
それから2年後、餌付けにより大きく成長したワニたちは湖を訪れた人々を襲い始めるが、ビッカーマン一家ですらその例外ではなかった。

## キャスト
| 役名           | 俳優                       | 日本語吹替   | 日本語吹替 |
| 役名           | 俳優                       | テレビ東京版 |            |
| -------------- | -------------------------- | ------------ | ---------- |
| ネイサン       | コリン・ファーガソン       | 落合弘治     |            |
| リバ           | ヤンシー・バトラー         | 塩田朋子     |            |
| スーザン       | カースティ・ミッチェル     | 川名敦子     |            |
| エリー         | ケイシー・バーンフィールド | 廣田悠美     |            |
| コナー         | ジョーダン・グレーズ       | 近藤唯       |            |
| ウィリンジャー | マイケル・アイアンサイド   | 楠見尚己     |            |

日本語吹替版その他：浜田洋平、結城あくつ、上出彩、品村渉、羽野だい豆、加藤美佐、吉柳太士郎、越後屋コースケ、阿井智恵
日本語版制作スタッフ 演出：佐藤宏樹、翻訳：小島さやか、調整：P's STUDIO、制作：東北新社